# سرای محمدحسین
سرای محمدحسین، روستایی است از توابع بخش چشمه‌ساران شهرستان آزادشهر در استان گلستان ایران.

## جمعیت
این روستا در دهستان خرمارود جنوبی قرار دارد و براساس سرشماری مرکز آمار ایران در سال ۱۳۸۵، جمعیت آن ۳۰۲ نفر (۷۴خانوار) بوده‌است،مردم این روستا به زبان ترکی سخن می‌گویند.